# Saint-Georges-Haute-Ville
 Saint-Georges-Haute-Ville  es una población y comuna francesa, situada en la región de Ródano-Alpes, departamento de Loira, en el distrito de Montbrison y cantón de Saint-Jean-Soleymieux.

## Demografía
| 526 | 516 | 604 | 779 | 1035 | 1122 |
| Para los censos de 1962 a 1999 la población legal corresponde a la población sin duplicidades (Fuente: INSEE [Consultar]) |     |     |     |      |      |